# Qualifications aux épreuves de tennis de table aux Jeux olympiques d'été de 2016
Cet article décrit la phase de qualification pour les épreuves de tennis de table aux Jeux olympiques d'été de 2016.
La compétition concerne 172 pongistes au total, chaque fédération pouvant présenter jusqu'à 6 athlètes, 2 hommes et 2 femmes en simples, et une équipe hommes et une équipe femmes pour la compétition par équipes,. Le Brésil en tant que pays organisateur a automatiquement 6 athlètes qualifiés, une équipe de 3 hommes et de 3 femmes complétant les sélectionnés en simple.
Les 22 premiers joueurs et joueuses du classement mondial en mai 2016 seront qualifiés pour les épreuves en simple. Aucun pays ne peut avoir plus de 2 joueurs qualifiés en simple messieurs ou en simple dames, ce qui fait que les joueurs de certains pays classés au-delà de la 22e place peuvent être qualifiés sur le critère du classement.
Quarante places sont attribuées aux joueurs avec un maximum de 2 par délégation et par genre lors de tournois de qualification continentaux qui se déroulent entre le 1er juillet 2015 et le 24 avril 2016: six pour l'Afrique et l'Amérique latine, 11 pour l'Asie et l'Europe, et 3 pour l'Amérique du Nord et l'Océanie. Une place messieurs et dames sera attribuée par l'ITTF.
Pour la compétition par équipes, le pays le mieux classé de chaque continent qui dispose déjà de 2 joueurs qualifiés en simple augmente le quota d'une place pour une équipe de 3 joueurs et permet une qualification directe pour les jeux basée sur le classement de l'ITTF. Les 10 places restantes sont attribuées aux 9 équipes les mieux classées auxquelles s'ajoute le pays organisateur (s'il n'est pas déjà qualifié).

## Répartition des quotas
| CNO                 | Hommes  | Hommes  | Femmes  | Femmes  | Total |
| CNO                 | Simples | Équipes | Simples | Équipes | Total |
| ------------------- | ------- | ------- | ------- | ------- | ----- |
| Australie           | 2       | X       | 2       | X       | 6     |
| Autriche            | 2       | X       | 2       | X       | 6     |
| Biélorussie         | 1       |         | 2       |         | 3     |
| Brésil              | 2       | X       | 2       | X       | 6     |
| Canada              | 1       |         | 1       |         | 2     |
| Chine               | 2       | X       | 2       | X       | 6     |
| Colombie            |         |         | 1       |         | 1     |
| République du Congo | 2       |         | 1       |         | 3     |
| Croatie             | 1       |         |         |         | 1     |
| Cuba                | 2       |         |         |         | 2     |
| République tchèque  | 2       |         | 2       |         | 4     |
| Danemark            | 1       |         |         |         | 1     |
| Égypte              | 2       |         | 2       | X       | 5     |
| Fidji               |         |         | 1       |         | 1     |
| Finlande            | 1       |         |         |         | 1     |
| France              | 2       | X       | 2       |         | 5     |
| Allemagne           | 2       | X       | 2       | X       | 6     |
| Grande-Bretagne     | 2       | X       |         |         | 3     |
| Grèce               | 1       |         |         |         | 1     |
| Hong Kong           | 2       | X       | 2       | X       | 6     |
| Hongrie             | 1       |         | 2       |         | 3     |
| Inde                | 2       |         | 2       |         | 4     |
| Iran                | 2       |         | 1       |         | 3     |
| Japon               | 2       | X       | 2       | X       | 6     |
| Kazakhstan          | 1       |         |         |         | 1     |
| Liban               |         |         | 1       |         | 1     |
| Luxembourg          |         |         | 1       |         | 1     |
| Mexique             | 1       |         | 1       |         | 2     |
| Pays-Bas            |         |         | 2       | X       | 3     |
| Nigeria             | 2       | X       | 2       |         | 5     |
| Corée du Nord       |         |         | 2       | X       | 4     |
| Paraguay            | 1       |         |         |         | 1     |
| Philippines         |         |         | 1       |         | 1     |
| Pologne             | 2       | X       | 2       | X       | 6     |
| Portugal            | 2       | X       | 2       |         | 5     |
| Porto Rico          | 1       |         | 1       |         | 2     |
| Qatar               | 1       |         |         |         | 1     |
| Roumanie            | 2       |         | 2       | X       | 5     |
| Russie              | 1       |         | 2       |         | 3     |
| Serbie              | 1       |         |         |         | 1     |
| Singapour           | 2       |         | 2       | X       | 5     |
| Slovaquie           | 1       |         | 2       |         | 3     |
| Slovénie            | 1       |         |         |         | 1     |
| Corée du Sud        | 2       | X       | 2       | X       | 6     |
| Espagne             | 1       |         | 1       |         | 2     |
| Suède               | 2       | X       | 2       |         | 5     |
| Syrie               |         |         | 1       |         | 1     |
| Taipei chinois      | 2       | X       | 2       | X       | 6     |
| Thaïlande           | 1       |         | 2       |         | 3     |
| Tunisie             |         |         | 1       |         | 1     |
| Turquie             | 1       |         | 1       |         | 2     |
| Ukraine             | 1       |         | 1       |         | 2     |
| États-Unis          | 2       | X       | 2       | X       | 6     |
| Ouzbékistan         | 1       |         |         |         | 1     |
| Vanuatu             | 1       |         |         |         | 1     |
| Venezuela           |         |         | 1       |         | 1     |
| Total: 56 CNO       | 70      | 16      | 70      | 16      | 172   |

## Épreuves
†: Athlète qualifié pour l'épreuve par équipe uniquement.

### Simples messieurs
| Épreuve                                    | Date                 | Lieu        | Places | Athlètes qualifiés | Pays |
| ------------------------------------------ | -------------------- | ----------- | ------ | --- | --- |
| Jeux européens de 2015                     | 12-28 juin 2015      | Bakou       | 1      | Dimitrij Ovtcharov | Allemagne |
| Jeux panaméricains 2015                    | 10-26 juillet 2015   | Toronto     | 1      | Hugo Calderano | Brésil |
| Jeux africains de 2015                     | 10-19 septembre 2015 | Brazzaville | 4      | Wang Jianan Omar Assar Khalid Assar Quadri Aruna | République du Congo Égypte Nigeria |
| Tournoi de qualification Africain          | 16-18 février 2016   | Khartoum    | 2      | Segun Toriola Suraju Saka | Nigeria République du Congo |
| Tournoi de qualification d'Océanie         | 20-24 mars 2016      | Bendigo     | 3      | David Powell Chris Yan Liu Tengteng Yoshua Shing | Australie Nouvelle-Zélande Vanuatu |
| Tournoi de qualification d'Amérique latine | 1-3 avril 2016       | Santiago    | 5      | Andy Pereira Jorge Campos Marcos Madrid Brian Afanador Gustavo Tsuboi | Cuba Mexique Porto Rico Brésil |
| Tournoi de qualification nord-américain    | 8-10 avril 2016      | Toronto     | 3      | Eugene Wang Feng Yijun Kanak Jha | Canada États-Unis |
| Tournoi de qualification européen          | 12-16 avril 2016     | Halmstad    | 10     | Panagiotis Gionis Timo Boll Marcos Freitas Bastian Steger Tiago Apolónia Alexander Shibaev Pär Gerell Bojan Tokic Jonathan Groth Emmanuel Lebesson Kou Lei | Grèce Allemagne Portugal Allemagne Portugal Russie Suède Slovénie Danemark France Ukraine |
| Tournoi de qualification asiatique         | 13-17 avril 2016     | Hong Kong   | 11     | Soumyajit GhoshSA Chen FengSEA Ma LongEA Nima AlamianMA Li PingWA Kirill Gerassimenko Sharath Kamal Chen Chien-an Ho Kwan Kit Noshad Alamian Zokhid Kenjaev | Inde Singapour Chine Iran Qatar Kazakhstan Inde Taipei chinois Hong Kong Iran Ouzbékistan |
| Classement mondial ITTF                    | 10 mai 2016          | —           | 22     | Simon Gauzy Fan Zhendong Jun Mizutani Chuang Chih-yuan Wong Chun Ting Vladimir Samsonov Tang Peng Lee Sang-su Maharu Yoshimura Jung Young-sik Andrej Gaćina Stefan Fegerl Kristian Karlsson Gao Ning Ahmet Li Robert Gardos Wang Zeng Yi Wang Yang Liam Pitchford Jakub Dyjas Paul Drinkhall Ovidiu Ionescu | France Chine Japon Taipei chinois Hong Kong Biélorussie Hong Kong Corée du Sud Japon Corée du Sud Croatie Autriche Suède Singapour Turquie Autriche Pologne Slovaquie Grande-Bretagne Pologne Grande-Bretagne Roumanie |
| Tripartite Commission Invitation           | 30 mai 2016          | —           | 1      | Marcelo Aguirre | Paraguay |
| Repêchage                                  | 15-30 juin 2016      | —           | 1      | Lubomír Jančařík Benedek Oláh Dimitrij Prokopcov Ádám Pattantyús He Zhiwen Aleksandar Karakašević Adrian Crișan | Tchéquie Finlande Tchéquie Hongrie Espagne Serbie Roumanie |
| Team allocation                            | 30 mai 2016          | —           |        | Tristan Flore | France |
| Total                                      | Total                | Total       | 86     | | |

### Par équipes messieurs
| Épreuve           | Date        | Places | équipes qualifiées |
| ----------------- | ----------- | ------ | --- |
| Quota Continental | 30 mai 2016 | 6      | Niger (Afrique) Chine (Asie) Allemagne (Europe) Brésil (Amérique latine) États-Unis(Amérique du Nord) Australie (Océanie) |
| Pays organisateur | 30 mai 2016 | (1)    | - Brésil déjà qualifié |
| Quota restant     | 30 mai 2016 | 10     | Japon Hong Kong Portugal Corée du Sud France Suède Autriche Pologne Taipei chinois Grande-Bretagne                        |
| Total             | Total       | 16     | |

| NOC | Continent | Qualifiés | classement ITTF |
| --- | --------- | --------- | --------------- |
|     |           |           |                 |

### Simples dames
| Épreuve                                     | Date                 | Lieu        | Places | Qualified athlètes |
| ------------------------------------------- | -------------------- | ----------- | ------ | --- |
| Jeux européens de 2015                      | 12-28 juin 2015      | Bakou       | 1      | Li Jiao (NED) |
| Jeux panaméricains 2015                     | 10-26 juillet 2015   | Toronto     | 1      | Jennifer Wu (USA) |
| Jeux africains de 2015                      | 10-19 septembre 2015 | Brazzaville | 4      | Han Xing (CGO) Nadeen El-Dawlatly (EGY) Dina Meshref (EGY) Olufunke Oshonaike (NGR) |
| Tournoi de qualification Africain           | 16-18 février 2016   | Khartoum    | 2      | Offiong Edem (en) (NGR) Safa Saidani (TUN) |
| Tournoi de qualification d'Océanie          | 22-25 mars 2016      | Bendigo     | 3      | Lay Jian Fang (AUS) Melissa Tapper (AUS) Sally Yee (FIJ) |
| Tournoi de qualification d'Amérique latine  | 1-3 avril 2016       | Santiago    | 6      | Adriana Díaz (PUR) Lady Ruano (COL) Caroline Kumahara (BRA) Lin Gui (BRA) Gremlis Arvelo (VEN) Yadira Silva (MEX) |
| Tournoi de qualification d'Amérique du Nord | 8-10 avril 2016      | Toronto     | 2      | Lily Zhang (USA) Zhang Mo (CAN) |
| Tournoi de qualification européen           | 12-16 avril 2016     | Halmstad    | 10     | Han Ying (GER) Petrissa Solja (GER) Shan Xiaona (GER) Melek Hu (TUR) Yu Fu (POR) Li Qian (POL) Polina Mikhaïlova (RUS) Liu Jia (AUT) Li Jie (NED) Li Fen (SWE) Matilda Ekholm (SWE) |
| Tournoi de qualification asiatique          | 13-17 avril 2016     | Hong Kong   | 11     | Manika Batra (IND)SA Feng Tianwei (SIN)SEA Mariana Sahakian (LIB)WA Neda Shahsavari (IRI)MA Li Xiaoxia (CHN)EA Suthasini Sawettabut (THA) Ri Myong-sun (PRK) Kim Song I (PRK) Nanthana Komwong (THA) Mouma Das (IND) Ian Lariba (PHI) |
| Classement mondial ITTF                     | 10 mai 2016          | —           | 22     | Li Xue (FRA) Liu Shiwen (CHN) Kasumi Ishikawa (JPN) Ai Fukuhara (JPN) Jeon Ji-hee (KOR) Seo Hyo-won (KOR) Cheng I-ching (TPE) Yu Mengyu (SIN) Doo Hoi Kem (HKG) Lee Ho Ching (HKG) Chen Szu-yu (TPE) Elizabeta Samara (ROU) Georgina Póta (HUN) Tetiana Bilenko (UKR) Shen Yanfei (ESP) Sofia Polcanova (AUT) Shao Jieni (POR) Daniela Dodean (ROU) Viktoria Pavlovich (BLR) Katarzyna Grzybowska (POL) Iveta Vacenovská (CZE) Barbora Balážová (SVK) |
| Tripartite Commission Invitation            | 30 mai 2016          | —           | 1      | Heba Allejji (SYR) |
| Re-allocation of unused quota               | 15-30 juin 2016      | —           | 7      | Ni Xia Lian (LUX) Margaryta Pesotska (UKR) Maria Dolgikh (RUS) Hana Matelová (CZE) Carole Grundisch (FRA) Eva Ódorová (SVK) Alexandra Privalova (BLR) Petra Lovas (HUN) |
| Team allocation                             | 30 mai 2016          | —           | 12     | Yousra Abdel Razek (EGY)† Zheng Jiaqi (USA)† Sally Zhang (AUS)† Mima Ito (JPN)† Zhou Yihan (SIN)† Tie Yana (HKG)† Yang Ha-eun (KOR)† Ri Mi-gyong (PRK)† Britt Eerland (NED)† Bernadette Szőcs (ROU)† Natalia Partyka (POL)† Li Qiangbing (AUT)† |
| Total                                       | Total                | Total       | 86     | |

### Par équipes dames
| Épreuve           | Date        | Places | équipes qualifiées |
| ----------------- | ----------- | ------ | --- |
| Quota Continental | 30 mai 2016 | 6      | Égypte (Afrique) Chine (Asie) Allemagne (Europe) Brésil (Amérique latine) États-Unis (Amérique du Nord) Australie (Océanie) |
| Pays organisateur | 30 mai 2016 | (1)    | Brésil déjà qualifié |
| Quota restant     | 30 mai 2016 | 10     | Japon Singapour Hong Kong Corée du Sud Taipei chinois Corée du Nord Pays-Bas Roumanie Pologne Autriche                      |
| Total             | Total       | 16     | |

| NOC | Continent | Qualifiés | classement ITTF |
| --- | --------- | --------- | --------------- |
|     |           |           |                 |